# 일본의 국호
일본은 일본어, 한문, 영어 등의 각종 언어로 불리는 여러 가지 국호를 가지고 있다. 국제적으로는 '저팬', '재팬'(Japan) 또는 '자퐁'(Japon)이 가장 많은 언어에서 사용되고 있다. 한편, 일본을 부르는 일본어 명칭은 ‘닛폰’(일본어: にっぽん, 듣기 (도움말·정보)), 그리고 ‘니혼’(일본어: にほん, 듣기 (도움말·정보))이 사용되고 있다. 닛폰과 니혼 모두 일본어의 한자로는 일본(日本)으로 표기된다. 닛폰과 니혼 중 관공서, 체육 행사, 우표 등의 공식적인 행사와 일본 엔에는 닛폰이라는 표기가 많이 사용되고, 니혼은 현대의 회화에서 자주 사용된다.

## 같이 보기
- 일본 이름